# Бондар Юрій Трохимович
Юрій Трохимович Бондар (нар. 10 листопада 1937) — радянський український футболіст, нападник, тренер.

## Життєпис
Футбольну кар'єру розпочав у клубах КФК. Виступав здебільшого у нижчих лігах, у вищій радянській лізі провів 5 матчів у 1958—1959. У сезоні 1958 року провів 3 матчі за київське «Динамо» та відзначився 1 голом у ворота Бориса Разинського з ЦСК МО (1:1). У сезоні 1959 року перейшов до ЦСК МО і провів 2 матчі, замінив Дмитра Дубровського проти «Торпедо» та замінив Германа Апухтіна проти «Крил Рад». Після закінчення кар'єри в командах майстрів працює завідувачем учителя у дитячо-юнацькій спортивній школі «Дніпро-75»[неавторитетне джерело].